# زوولا (استان اشوی‌داشکسیه)
زوولا (به لهستانی: Zwola) یک منطقهٔ مسکونی در لهستان است که در گمینا سادوویه واقع شده‌است. زوولا ۱۷۰ نفر جمعیت دارد.